# Ceionio Rufio Albino (prefetto 389)
Ceionio Rufio Albino (in latino Ceionius Rufius Albinus; fl. 389-391) è stato un politico romano di età imperiale.

## Biografia
Albino era il figlio di Gaio Ceionio Rufio Volusiano Lampadio e di Cecina Lolliana, e suo nonno era Ceionio Rufio Albino, console nel 335; dalla moglie cristiana ebbe Rufio Antonio Agrypnio Volusiano, citato da Rutilio Claudio Namaziano. La sua famiglia aveva una proprietà a Tubursicubure, nei pressi di Hippo Regius.
Albino era un pagano, e Ambrogio Teodosio Macrobio, che lo stimava come uno degli uomini più colti della sua epoca, lo mise tra gli oratori dei suoi Saturnalia; aveva interesse nelle questioni metriche ed è forse l'Albino autore del trattato De metris;
Fu praefectus urbi di Roma nel 389-391; in tale qualità dedicò una statua a Termanzia, la defunta madre dell'imperatore Teodosio I.